# Tassenières
Tassenières ist eine französische Gemeinde im Département Jura in der Region Bourgogne-Franche-Comté. Sie gehört zum Arrondissement Dole und zum Kanton Tavaux.

## Geographie
Die Nachbargemeinden sind Le Deschaux und Villers-Robert im Norden, Séligney im Nordosten, Bretenières im Osten, Biefmorin im Süden sowie Chêne-Bernard und Gatey im Westen. An der südlichen Gemeindegrenze verläuft das Flüsschen Dorme.

## Geschichte
Als sich Frankreich im Zweiten Weltkrieg unter deutscher Besatzung befand, organisierten der junge Bauer Robert Gay und der Unteroffizier Gabriel Couétaux, nach der Auflösung der französischen Armee in Tassenières beurlaubt, die lokale Widerstandsgruppe der Résistance.

## Bevölkerungsentwicklung
| Jahr                       | 1962 | 1968 | 1975 | 1982 | 1990 | 1999 | 2008 | 2017 |
| Einwohner                  | 305  | 271  | 279  | 334  | 332  | 332  | 368  | 394  |
| Quellen: Cassini und INSEE |      |      |      |      |      |      |      |      |

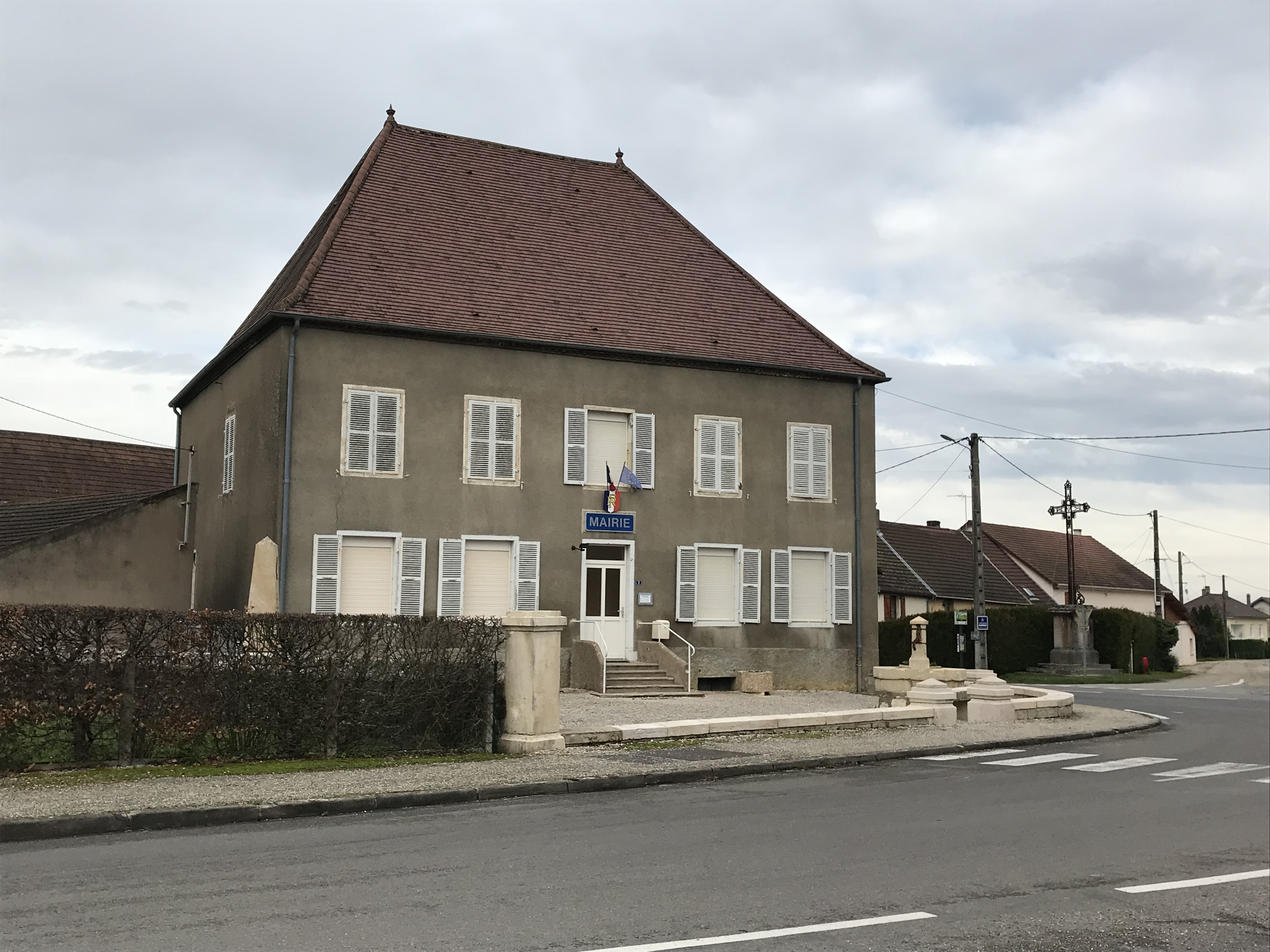
Mairie Tassenières
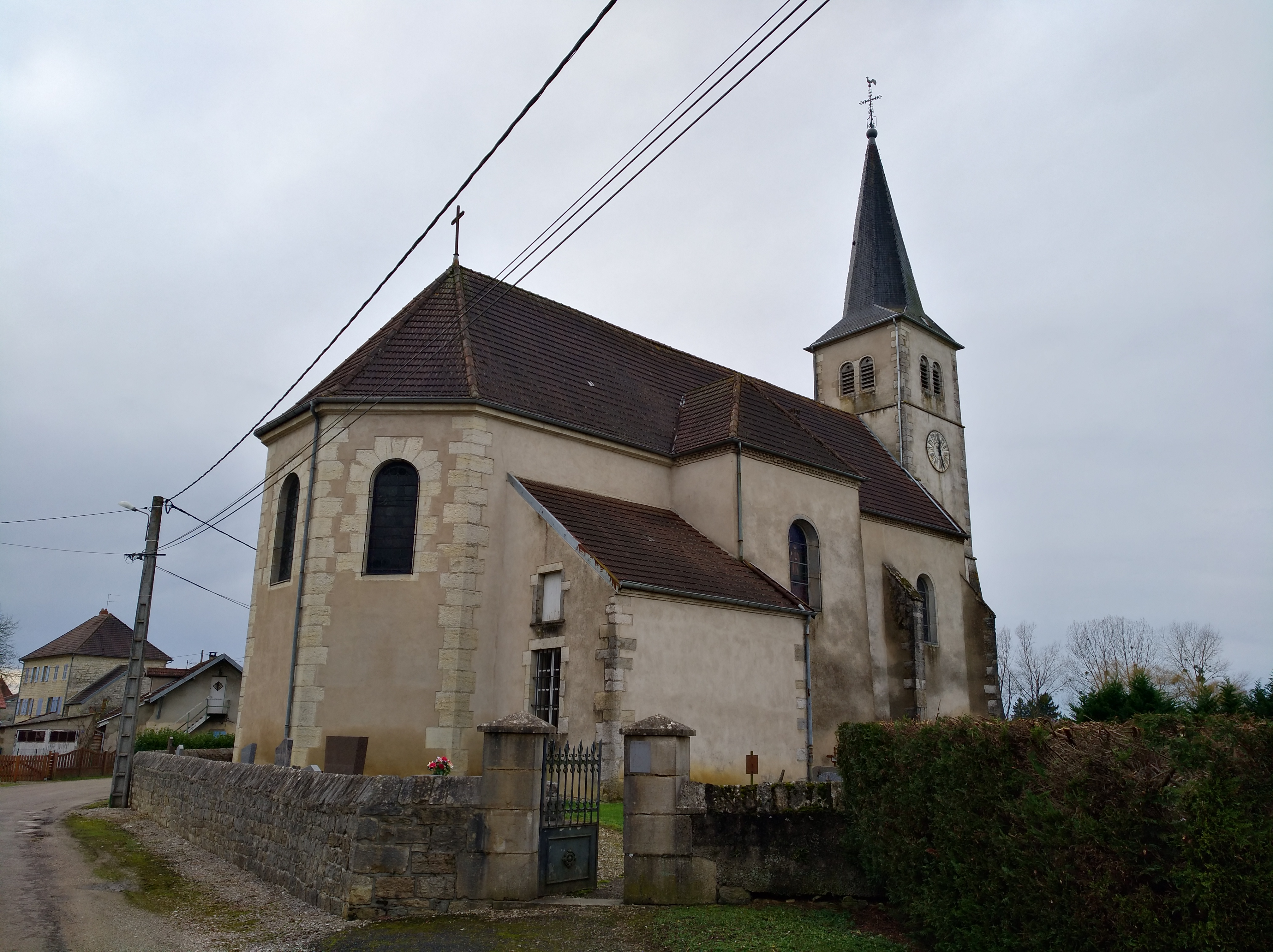
Kirche Saint-Genest